# 溶剂黄163
溶剂黄163（1,8-二苯硫基-9,10-蒽醌）是一种有机化合物，化学式为C26H16O2S2。它可由1,8-二氯-9,10-蒽醌和苯硫酚在碳酸钠的存在下、氯化亚铜催化下反应制得。它和氯磺酸反应，可以得到1,8-二(4-磺酸基苯硫基)-9,10-蒽醌。